# Zor-El

Emblema familiar de la Casa de El

Zor-El es un personaje de ficción que aparece en los cómics estadounidenses publicados por DC Comics. Un Kryptoniano, es el hermano menor de Jor-El, esposo de Alura, padre de Supergirl y tío paterno de Superman.
Las representaciones tradicionales de Zor-El en las historias de DC Comics de la Edad de Oro y la Edad de Plata lo retrataban como un científico benevolente preocupado por su hija Kara, actuando de manera similar a su hermano Jor-El al enviar a su hijo a un lugar seguro en la Tierra. A mediados de la década de 2000, DC experimentó con diferentes caracterizaciones de Zor-El, incluso considerándolo brevemente como un científico loco con rencor contra su hermano. Se utilizó una representación similar cuando el personaje fue adaptado para televisión en la serie Smallville. En las historias siguientes de DC de 2010, el reinicio de The New 52, Zor-El ha sido un antagonista de Supergirl y Superman, después de haber sido transformado en el villano Cyborg Superman por Brainiac.
Zor-El fue interpretado por Simon Ward en la película Supergirl (1984). Robert Gant interpretó al personaje en la serie de televisión Arrowverso Supergirl en las dos primeras temporadas, y Jason Behr lo interpreta en la sexta temporada.

## Historial de publicaciones
Zor-El apareció por primera vez en Action Comics # 252 (mayo de 1959) y fue creado por Otto Binder y Al Plastino.

## Biografía del personaje ficticio

### Pre-Crisis

#### Tierra-Uno
En la continuidad anterior a la crisis, Zor-El era un climatógrafo de Krypton y uno de los únicos científicos que creía en las predicciones de su hermano mayor Jor-El sobre la inminente destrucción de Krypton. Cuando el planeta explotó, Argo City fue enviada de alguna manera de manera segura al espacio con una burbuja de aire que da vida a su alrededor (una versión posterior de la historia en Action Comics # 316 (septiembre de 1964) tiene la ciudad salvada por la cúpula meteorológica que Zor-El había construido). La explosión había convertido el suelo debajo de Argo City en Kryptonita, pero Zor-El y los otros supervivientes cubrieron la superficie con láminas de plomo. Los kryptonianos lograron mantenerse con vida durante muchos años, y Kara nació poco tiempo después de la destrucción de Krypton. El final de Argo City llegó cuando una tormenta de meteoritos hizo agujeros en las láminas de plomo, exponiendo a los supervivientes a la mortal radiación de kriptonita. Zor-El logró construir un cohete y usarlo para enviar a su hija Kara a la Tierra. Temiendo que Superman no la reconociera porque había dejado a Krypton cuando era un bebé, los padres de Kara proporcionaron un disfraz basado en el del Hombre de Acero.
Más tarde se le reveló a Supergirl a través de los sueños inducidos por Zor-El que sus padres se habían teletransportado a la Zona de Supervivencia (similar a la Zona Fantasma) durante los momentos finales de Argo. Supergirl pudo rescatarlos en Action Comics # 310 (marzo de 1964), y Zor-El y Alura se fueron a vivir a Kandor. Cuando se amplió la ciudad botella, Zor-El y Alura se reubicaron en New Krypton / Rokyn.

#### Tierra-Dos
En el universo alternativo de Tierra-Dos, Zor-L y Allura (tenga en cuenta la ortografía diferente) enviaron a Kara a Tierra-Dos, donde se convirtió en Power Girl. Esta Zor-L era una experta en psicología y creó una cámara de realidad virtual para Kara dentro de su nave espacial. A medida que envejecía dentro del cohete en su camino a la Tierra-Dos (tomando un rumbo diferente y más largo que el que hizo Kal-L), experimentó el tipo de vida que habría tenido en Krypton. Zor-L y Allura murieron cuando Krypton explotó. Esta versión de Zor-L vivía en Kandor y no en la ciudad de Argo. Zor-L solo hizo una aparición, en Showcase # 98 (marzo de 1978).

### Después de la crisis y la hora cero (Birthright) yCrisis Infinitalíneas de tiempo
En el arco argumental de "La Supergirl de Krypton" en Superman / Batman # 8-13 (mayo-octubre de 2004), Zor-El sacó a su hija de Krypton antes de que Kal-El se fuera. Se esperaba que ella llegara a la Tierra primero y pudiera ayudar a criar a Kal desde su infancia. Sin embargo, permaneció en estasis y su nave no llegó a la Tierra hasta años después, por lo que el bebé que esperaba ayudar a criar era un hombre adulto cuando ella llegó todavía en su adolescencia.
Después de que Lex Luthor usa Kryptonita Negra para dividir a Kara en partes buenas y malas, la malvada Kara afirma que Zor-El en realidad envió a su hija a la Tierra para matar a su sobrino, ya que estaba resentido con su hermano mayor y odiaba la idea de Jor-El. El linaje continúa más allá de la destrucción de Krypton. Independientemente de la verdad o falsedad de esto, Kara ha rechazado este aspecto de sí misma.
En la nueva serie de Supergirl, hay nueva información sobre la historia y las relaciones de Zor-El.
Zor-El apareció en el número 16 cuando apareció como una aparición y explicó lo que realmente le sucedió a Kara, y por qué fue enviada a la Tierra para matar a Kal-El, en una secuencia de sueños. Zor-El estaba en contra del uso de la Zona Fantasma como prisión porque sintió que se abusaría de ella, ya que no se derramó sangre, se convirtió en una forma limpia de tratar con los criminales. En el área de Argo City en la que vivía, era un científico muy confiable, como su hermano Jor-El, y estaba trabajando en ese momento en Sun Stones. Luchó con Jor-El por el uso de la Zona Fantasma y trató de evitar que la apoyara. Zor-El comenzó a ver que cada vez que alguien entraba, también salía algo, en forma de fantasmas. Estos Phantoms poseían personas, creando anarquía en Krypton. Zor-El descubrió que podía detenerlos usando sus piedras solares, aunque los cuerpos de los poseídos serían destruidos. Sin embargo, Zor-El no fue creído y comenzó a ser visto como un loco peligroso.
Esto unió y explicó flashbacks fragmentados que habían sugerido que Zor-El era un personaje villano, incluido su despido de los escolares burlándose de Kara como "los muertos" (ya habían sido poseídos) y Alura diciéndole a Kara que la matara y "enorgullezca a su padre. "(ella también había sido poseída, y esto no era una burla sino una solicitud genuina de lo que quedaba de su personalidad original) así como la idea original de que quería que Kara matara a Kal-El. Cuando terminó la historia, se reveló que la casa de El fue maldecida por los fantasmas ya que los veían como sus carceleros. Dondequiera que fuera uno de los de la línea de sangre El, los Fantasmas lo seguirían. Para salvar la Tierra, necesitaba enviar a Kara para eliminar a Kal y evitar que la línea de sangre El creciera cada vez más.
Sin embargo, al final de este arco de la historia, se reveló que las imágenes de Zor-El y los Phantoms que posteriormente invadieron la Tierra como se predijo fueron todas una artimaña de los Monitores para ver si Supergirl pertenecía al universo de la Nueva Tierra. Al descubrir que ella era realmente la Supergirl de ese universo, se quedó con sus propios dispositivos para reconciliarse con todas las personas a las que dañó a raíz de la "prueba". El Monitor, sin embargo, afirma que los recuerdos de Zor-El y los fantasmas en Krypton eran reales.

#### Nuevo Krypton
Un flashback posterior en el n.°24 aparentemente contradice al Monitor, revelando que "Nueva Tierra" Zor-El no era un científico, aunque Alura sí lo era. En la continuidad actual, Zor-El era un Ranger y se llevaba bien con su hermano. Con su apoyo, Alura diseñó la nave que envió a Kara a la Tierra, como la protectora de Kal-El y el último ser vivo que recordaba a Krypton (desde que Kal-El era un bebé). No se ha revelado nada más sobre el verdadero Zor-El de Nueva Tierra, hasta ahora.
En Action Comics # 869 se revela que Zor-El salvó a Argo City de la destrucción de Krypton al diseñar una cúpula protectora con su esposa Alura. Sin embargo, Brainiac, quien fue el culpable de la explosión de Krypton, regresó para terminar el trabajo. Fusionó Argo con la Ciudad Botella de Kandor y mató a aquellos que consideraba información duplicada. Superman encuentra la ciudad en la nave de Brainiac. Zor-El y Alura pueden ponerse en contacto con Kal-El para preguntar sobre su hija. Más tarde fue asesinado por Reactron.En Supergirl # 43, Zor-El es descrita como un miembro destacado del Gremio de Artistas de Krypton, y Kara comparte su impulso creativo.
En el crossover Blackest Night, mientras Kara y Alura visitan la tumba de Zor-El, discutiendo la situación con la Tierra, Zor-El es reanimado como miembro del Black Lantern Corps, listo para atacar a su esposa e hija. Los científicos de New Krypton logran colocar un campo de fuerza compuesto por una contraenergía a la fuente de energía del anillo negro alrededor del planeta, cortando la mano derecha de Zor-El y evitando que continúe su ataque.

### The New 52
En septiembre de 2011, The New 52 reinició la continuidad de DC. En esta nueva línea de tiempo, Supergirl descubre a un Cyborg Superman amnésico que vive en el planeta I'noxia. Este resulta ser Zor-El, quien fue rescatado de la destrucción de Krypton por Brainiac y reconfigurado como mitad hombre mitad máquina para ser su explorador en busca de especies más fuertes en el universo.
Su historia de fondo es que a pesar de sus celos y resentimiento, Zor-El escuchó cuando Jor-El afirmó que Krypton estaba condenado. Usando tecnología basada en Brainiac, construyó una cúpula alrededor de la ciudad de Argo y un cohete espacial para enviar a Kara a la Tierra en caso de que fallara el campo de fuerza de Argo. Sin embargo, no advirtió a su esposa e hija sobre sus planes. Minutos antes de la explosión, puso a su hija a dormir, la colocó en una cápsula espacial y la lanzó al espacio. Argo City sobrevivió a Krypton, pero no por mucho tiempo. Sin una forma de mantenerse a sí mismos, todos los habitantes de Argo finalmente murieron. Zor-El fue el único que quedó cuando Brainiac encontró la ciudad. Brainiac convirtió a Zor-El en un cyborg, borró su memoria y lo reprogramó para servirlo.
Aun así, Zor-El no era un sirviente obediente. Estaba obsesionado con alcanzar la perfección y recuperar sus recuerdos perdidos. El nuevo Zor-El conoció y luchó contra Supergirl, quien le dio el apodo de "Cyborg Superman", varias veces. Zor-El finalmente se rebeló contra Brainiac. Fue profundamente derrotado y dado por muerto. Aun así, sus sistemas se reiniciaron, restaurando su memoria en el proceso. Zor-El estaba consternado por lo que se había convertido y lo que había hecho y se obsesionó con traer de vuelta a Argo City y recrear Krypton, convenciéndose de que era por el bien de su hija.
Desafortunadamente, su método elegido exigió el sacrificio de la vida de la gente de la Tierra, lo que obligó a Supergirl a detenerlo. Después de derrotarlo, Kara le dijo a su padre que podría haber buscado otra forma de salvar a Argo y que ella lo habría ayudado, pero él nunca quiso eso. Aun así, no estaba dispuesta a renunciar a su padre. Así que llevaron a Zor-El al laboratorio del Dr. Veritas y lo colocaron dentro de una cápsula mientras el Dr. Veritas retiraba sus componentes cibernéticos y reconstruía su cuerpo usando la tecnología de TychoTech. Su hija todavía lo visitaba, no estaba dispuesta a renunciar a su padre, pero Zor-El fingió dormir y nunca respondió.
No fue hasta que Indigo casi mató a Supergirl que actuó despedazando a Indigo. Aunque solo estaba salvando la vida de su hija, la gente del pueblo de National City sintió que sus acciones confirmaron que Supergirl estaba protegiendo a un asesino solo porque él era su padre. Zor-El fue capturado por la D.E.O., llevado a una base clandestina y encerrado. Allí fue visitado por el señor Oz, quien le dio lo que consideraba una muerte por piedad al activar el seguro de plasma rojo en su tanque de contención, dejándolo ahogado en él, impotente.

## Poderes y habilidades
Zor-El tiene todos los poderes y debilidades de un kryptoniano por la exposición a la luz solar amarilla de la Tierra. Después de que Brainiac lo revivió como un cyborg, se volvió más fuerte, más rápido y más poderoso que nunca. El tiene la capacidad de proyectar ráfagas de energía desde su ojo o cuerpo cibernético. Su brazo derecho puede transformarse en cualquier arma que imagine, pero solo dentro de los límites concebibles. La versión de Tierra-Uno posee experiencia en climatología.

## En otros medios

### Televisión
- Zor-El aparece junto a su esposa Alura en el episodio de Súper amigos, "El síndrome de Krypton".
- Zor-El apareció por primera vez en el episodio de la séptima temporada de Smallville, "Lara". Un replicante de Zor-El (interpretado por Christopher Heyerdahl) y su cuñada Lara (interpretada por la ex actriz de Supergirl Helen Slater) regresaron en "Blue" debido a una tecnología de cristal desarrollada por Zor-El. En la mitología de Smallville, Zor-El y Jor-El eran rivales acérrimos que se negaban a hablar, específicamente debido a las acciones de Zor-El. La mente grabada de Jor-El, confrontado por su hijo Clark Kent en "Kara", revela que Zor-El era una rama corrupta y malvada de la línea "El" y que no había ninguna razón para que Clark supiera que era pariente de una persona así, muy diferente al de los cómics. En el episodio, se revela que Zor-El amaba a Lara y que despreciaba a Jor-El porque creía que se la había robado. Zor-El apareció en el octavo episodio de la séptima temporada "Blue" como un replicante, creado por algunas hebras que quedan en la tecnología del cristal, cuando engañó a Clark para que colocara un cristal azul enviado con Kara en la Fortaleza de la Soledad. Recientemente se ha revelado en Smallville Legends: "Kara From Krypton" que Zor-El trabajó para Zod, sin embargo, en el episodio 15 de la séptima temporada "Veritas", Kara dice que lo único en lo que sus padres estaban de acuerdo era en su "odio mutuo por el General Zod".
  - Como resultado del programa de Smallville, se produjo una serie de cortos animados llamados Kara y las Crónicas de Krypton. Originalmente transmitido en el sitio web de CW y enviado a los teléfonos de los clientes de Sprint, Kara y las Crónicas de Krypton mostró el último día de Krypton. Zor-El es un minero en Kandor que está aliado con Zod. Él cree que es el tema de una de las profecías de Rao y que creará un Nuevo Krypton en la Tierra donde viviría como un dios. Kara se entera de su plan para destruir el planeta y alerta a Lara, quien le agradece por la advertencia que conducirá a la fuga de Kal-El. En la lucha de Kara para escapar de él, Zor-El es empalado en un cristal. Borra el recuerdo del incidente de su hija y prepara el cristal azul a tiempo para enviar a Kara de camino a la Tierra.
- Zor-El aparece en la serie de televisión Supergirl, interpretado por Robert Gant en las temporadas uno y dos y por Jason Behr en la sexta temporada. En el episodio piloto, se le ve brevemente enviando a Kara en un cohete desde Krypton antes de que explote. En "Para la chica que lo tiene todo", se ve a Zor-El brevemente en un holograma. En "Medusa", se revela que creó el virus Medusa que no es dañino para los kryptonianos pero letal para otras especies exóticas en el caso de una posible invasión, pero nunca se usó en Krypton después de su creación. En temporadas posteriores, Zor-El simplemente se menciona y se revela que murió después de haber salvado Argo City de la destrucción de Krypton. Debido a su nuevo entorno desconocido, la mayoría de los habitantes de Argo City se debilitaron y estaban muriendo. Zor-El pudo usar la roca de Eudical para hacer que la ciudad de Argo fuera habitable. pero murió en el proceso. Su laboratorio permanece donde Kara, Mon-El y Alura pudieron usar y terminar su portal de mapas trans para llevarlos de regreso a la Tierra. En la sexta temporada, en algún momento después de la "Crisis en Tierras Infinitas", se reveló que Zor-El evitó la destrucción de Krypton proyectándose a sí mismo en la Zona Fantasma. En el momento en que fue enviado a la Zona Fantasma, Zor-El se reúne con ella y la mantiene a salvo de los Fantasmas de la Zona Fantasma. Trabajan en una forma de salir de la Zona Fantasma, lo que implica que tienen que atrapar un Fantasma de la Zona Fantasma. Cuando los Super Amigos entran a la Zona Fantasma en la Torre y usan una bomba solar, Supergirl lleva a Zor-El a la Torre cuando sale de la Zona Fantasma.
- Zor-El hace una aparición especial sin hablar en un flashback en Mis aventuras con Superman.

### Películas
- En la película Supergirl de 1984, Simon Ward interpretó a Zor-El.
- Zor-El aparece en Superman/Batman: Apocalypse.
- Zor-El aparece en Superman: Unbound con la voz de Stephen Root. Cuando Superman visita a Kandor, Zor-El y Alura le cuentan sobre Brainiac.
- Zor-El aparece en DC Super Hero Girls: Héroe del Año, con la voz de Tom Kenny.

### Novelas
- El Zor-El de la novela de Kevin J. Anderson, Los últimos días de Krypton, es uno de los científicos más consumados de Krypton, solo superado por su hermano mayor Jor-El. Zor-El también es el líder político de Argo City, una metrópolis costera en una estrecha península tropical frente a la costa sureste del continente principal. Mientras investiga los temblores que se originan en el continente sur deshabitado de Krypton, Zor-El descubre un nuevo volcán, una indicación de la creciente presión del núcleo que podría conducir a la ruina del planeta. Después del robo de Kandor por Brainiac, Jor-El puede convencer al comisionado Zod de que apruebe la construcción de la viga Rao, que Jor-El y Zor-El usan para aliviar la presión en el núcleo. Cuando Zor-El descubre que Zod está consolidando el poder secuestrando a sus oponentes más ruidosos, lidera las ciudades de Krypton en una revuelta coordinada contra el dictador. Sabiendo que Zod planea sitiar la ciudad de Argo, Zor-El encarga la construcción de generadores de escudos alrededor del perímetro de la ciudad. Estos escudos se utilizan más tarde para salvar a la ciudad de la destrucción de Krypton (aunque Anderson no revela si el plan de Zor-El para salvar Argo City finalmente tiene éxito).